# William S. Lincoln

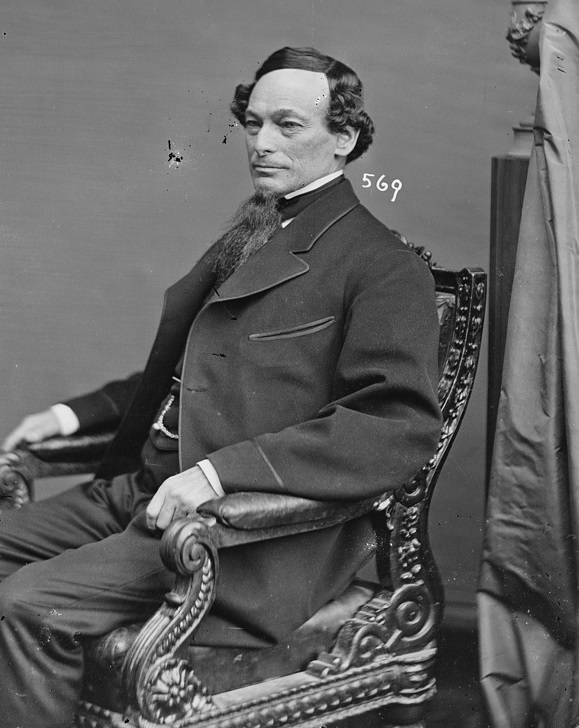
William S. Lincoln

William Slosson Lincoln (* 13. August 1813 in Berkshire (heute Newark Valley), New York; † 21. April 1893 in Washington, D.C.) war ein US-amerikanischer Jurist und Politiker. Zwischen 1867 und 1869 vertrat er den Bundesstaat New York im US-Repräsentantenhaus.

## Werdegang
William Slosson Lincoln wurde während des Britisch-Amerikanischen Krieges im Tioga County geboren. Er besuchte Gemeinschaftsschulen. Dann studierte er Jura und erhielt seine Zulassung als Anwalt. Er ging kaufmännischen Geschäften nach und danach der Herstellung von Leder. Am 20. September 1838 wurde er Postmeister in Newark Valley – ein Posten, den er bis zum 24. Februar 1841 innehatte. Er bekleidete vom 19. Dezember 1844 bis zum 19. September 1866 den Posten ein zweites Mal. Daneben diente er 1841, 1844, 1865 und 1866 als Supervisor. Er war 1852 und 1855 Friedensrichter. Politisch gehörte er der Republikanischen Partei an. 
Bei den Kongresswahlen des Jahres 1866 für den 40. Kongress wurde Lincoln im 26. Wahlbezirk von New York in das US-Repräsentantenhaus in Washington D.C. gewählt, wo er am 4. März 1867 die Nachfolge von Giles W. Hotchkiss antrat. Da er auf eine erneute Kandidatur 1868 verzichtete, schied er nach dem 3. März 1869 aus dem Kongress aus.
Nach seiner Kongresszeit ging er in Washington D.C. seiner Tätigkeit als Anwalt nach, welche er bis zu seinem Tod am 21. April 1893 ausübte. Das Grab von William Lincoln befindet sich auf dem Oak Hill Cemetery im Stadtteil Georgetown.